# Gary di Silvestri
Gary di Silvestri, né le 3 février 1967 à Staten Island, New York (États-Unis), est un fondeur dominiquais.

## Biographie
Ayant au départ les nationalités américaine et italienne, il fréquente les universités Columbia et de Georgetown, avant de travailler dans le domaine de la finance. En 2005, il commence à s'entraîner dans des camps de ski.
En 2014, comme sa femme Angelica di Silvestri, il obtient sa qualification pour les Jeux olympiques de Sotchi, grâce à un nombre suffisant de points, même si le plus souvent, ils finissent en fond de classement.
Avec sa femme, il remplit des missions humanitaires aux îles caraïbes, dont à la Dominique. Ainsi, après avoir payé une somme d'environ 200 000 $, ils obtiennent la nationalité dominiquaise, avant de fonder la fédération de Dominique de ski. Ils deviennent les premiers athlètes dominiquais à participer à des Jeux olympiques d'hiver. Ils sont aussi les plus vieux concurrents lors des Jeux de Sotchi et sont le premier couple à participer à la même épreuve (équivalente) aux jeux olympiques. Le couple est originaire du Montana et ils s'entraînent à Canmore, dans l'Alberta.
Lors du quinze kilomètres classique des Jeux olympiques de Sotchi, il abandonne rapidement la course, étant apparemment malade d'une gastro-entérite.
Sa participation aux Jeux olympiques est controversée, notamment du fait qu'il a inventé des faits sur ses performances sportives passées en tant que lutteur et rameur. De plus, le couple est accusé d'évasion fiscale, lors de la vente de leur propriété aux îles Turques-et-Caïques en 2006, mais ils ne sont pas poursuivis.